# Dyersville (Iowa)
Dyersville – miasto w Stanach Zjednoczonych, w stanie Iowa, w hrabstwach Delaware i Dubuque. W 2006 liczyło 4 167 mieszkańców.